# Панамериканский чемпионат по дзюдо 1986
Панамериканский чемпионат по дзюдо 1986 года прошёл 31 июля — 2 августа в городе Салинас (Пуэрто-Рико) под эгидой Панамериканского союза дзюдо. Чемпионат был 16-м по счёту.

## Медалисты

### Мужчины
| Категория   | Золото                        | Серебро                        | Бронза                                                |
| ----------- | ----------------------------- | ------------------------------ | ----------------------------------------------------- |
| до 55 кг    | Майкл Мэннинг · США           | Луис Росадо · Пуэрто-Рико      | Вильфредо Симанкас · Венесуэла Г. Бернадес · Бразилия |
| до 60 kg    | Серхио, Пессоа · Бразилия     | Фред Глок · США                | Сальвадор Эрнандес · Мексика Д. Маварес · Венесуэла   |
| до 65 kg    | Рожерио Сампайо · Бразилия    | Крэйг Уэлдон · Канада          | Дуг Тоно · США Алекс Луго · Куба                      |
| до 71 kg    | Майкл Суэйн · США             | Анджело Руис · Пуэрто-Рико     | Марио Цуцуи · Бразилия Рикардо Туэро · Куба           |
| до 78 kg    | Андрес Рамос · Куба           | Тиаго Жак · Бразилия           | Г. Агуирре · Аргентина Карлос Хуттич · Мексика        |
| до 86 kg    | Хосе Росабал · Куба           | Густаво Паскуалини · Аргентина | Вагнер Кастропил · Бразилия О. Карваял · Перу         |
| до 95 kg    | Альфредо Фернандес · Бразилия | Роберт Бёрланд · США           | Джеймс Кендрик · Канада Р. Морелли · Чили             |
| свыше 95 kg | Фредерико Флекса · Бразилия   | Хорхе Фис Кастро · Куба        | В. Джианелли · Венесуэла О. Нельсон · США             |

### Женщины
| Категория   | Золото                         | Серебро                       | Бронза                                                |
| ----------- | ------------------------------ | ----------------------------- | ----------------------------------------------------- |
| до 48 kg    | Мария Виллапол · Венесуэла     | Бонни Шерман · Канада         | Шерри Филлипс · США Моника Ангелуччи · Бразилия       |
| до 52 kg    | Соланж де Алмейда · Бразилия   | Марица Карденас · Куба        | Жанет Труссель · США Лиза Боскарино · Пуэрто-Рико     |
| до 56 kg    | Сесилия Алакан · Куба          | Манилис Сегарра · Пуэрто-Рико | Карен Шеффилд · Канада Джианна Санторсола · Венесуэла |
| до 61 kg    | Наташа Эрнандес · Венесуэла    | Таня Исии · Бразилия          | Мэнди Клейтон · Канада Кэти Дальтон · США             |
| до 66 kg    | Карла Дуарте · Бразилия        | Сесилия Наварро · Куба        | Марсия Квинонес · Эквадор                             |
| до 72 kg    | Элисон Вебб · Канада           | Сорая Андре · Бразилия        | Тина Стамп · США Мириам Ортега · Куба                 |
| свыше 72 kg | Нильмари Сантини · Пуэрто-Рико | Росемери Сальвадор · Бразилия | Аллисон Хенри · Венесуэла Флорентина Квинтана · Куба  |

## Медальный зачёт
*   Принимающая страна (Пуэрто-Рико)
| Место           | Страна          | Золото | Серебро | Бронза | Всего |
| --------------- | --------------- | ------ | ------- | ------ | ----- |
| 1               | Бразилия        | 6      | 4       | 4      | 14    |
| 2               | Куба            | 3      | 3       | 4      | 10    |
| 3               | США             | 2      | 2       | 6      | 10    |
| 4               | Венесуэла       | 2      | 0       | 5      | 7     |
| 5               | Пуэрто-Рико*    | 1      | 3       | 1      | 5     |
| 6               | Канада          | 1      | 2       | 3      | 6     |
| 7               | Аргентина       | 0      | 1       | 1      | 2     |
| 8               | Мексика         | 0      | 0       | 2      | 2     |
| 9               | Перу            | 0      | 0       | 1      | 1     |
| 9               | Чили            | 0      | 0       | 1      | 1     |
| 9               | Эквадор         | 0      | 0       | 1      | 1     |
| Всего стран: 11 | Всего стран: 11 | 15     | 15      | 29     | 59    |